# Johanna Kinkel

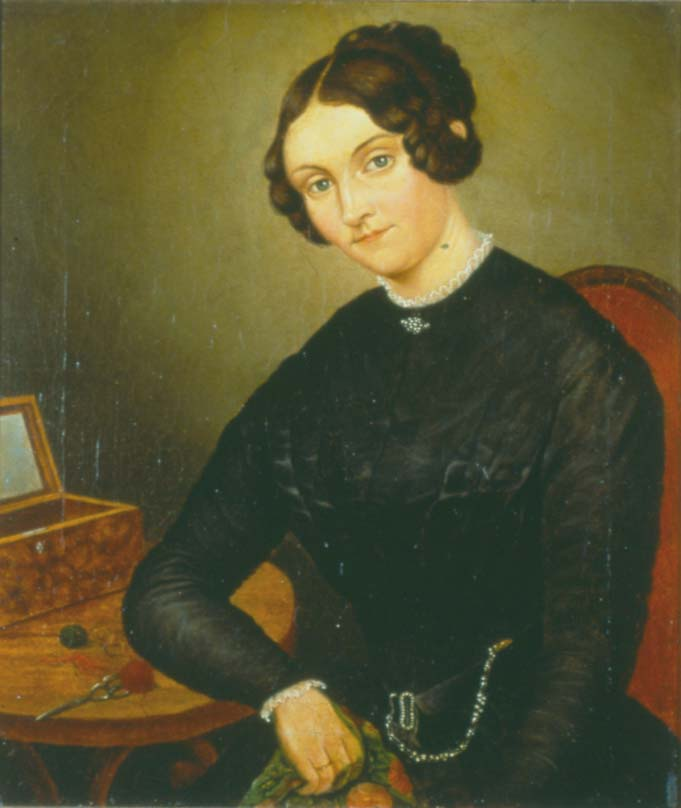
Johanna Kinkel, 1840

Johanna Kinkel, geborene Mockel, geschiedene Mathieux (* 8. Juli 1810 in Bonn; † 15. November 1858 in London) war eine deutsche Komponistin, Musikpädagogin, Schriftstellerin und Salonnière. In zweiter Ehe war sie mit dem evangelischen Theologen und politisch aktiven Republikaner Gottfried Kinkel verheiratet, mit dem sie den bekannten spätromantischen Dichterkreis Maikäferbund gründete. Sie galt als Mittelpunkt des kulturellen Lebens ihrer Heimatstadt Bonn. Kinkel ist die einzige bedeutende Vertreterin der Bonner Mundartdichtung des 19. Jahrhunderts und war eine frühe Vorkämpferin der Frauenrechtsbewegung.

## Leben
Johanna Mockel war die Tochter des Bonner Gymnasiallehrers Peter Joseph Mockel und dessen Ehefrau Anna Maria. Die Mutter förderte ihre Tochter zunächst mit Näh- und Kochunterricht. Mit 15 Jahren wusste das streng katholisch erzogene Mädchen, dass sie Musikerin werden wollte. Durch Vermittlung ihres Vaters bekam sie Kontakt zu Franz Anton Ries und dessen Kreis. Ries unterrichtete sie im Klavierspiel. 1825/26 hatte sie in Köln die Dichterin und Komponistin Annette von Droste-Hülshoff kennengelernt, die sie 1831 besuchte und sich noch 1843 bei Sibylle Mertens-Schaaffhausen nach ihr erkundigte. Johanna Mockel begann, als Klavier- und Gesangslehrerin zu arbeiten. Ihr op. 1, die Vogelkantate, komponierte sie mit 19 Jahren. Die überarbeitete Fassung veröffentlichte sie 1838 in Berlin bei Trautwein. Komponiert hatte sie das Stück für das „Musikalische Kränzchen“, dessen Leitung ihr von Ries übertragen worden war. Von 1829 bis 1832, 1834 bis 1836 und 1839 bis Frühjahr 1848 leitete sie diesen Gesangsverein in Bonn.

### Erste Ehe
Mit 22 Jahren heiratete Johanna Mockel 1832 den Kölner Buch- und Musikalienhändler Johann Paul Mathieux. Nach sechs Monaten holten die Eltern ihre psychisch und physisch kranke Tochter zurück nach Bonn. Ein ärztliches Gutachten spricht von „Nervenzerrüttung mit Auszehrungsfieber, veranlasst durch Misshandlungen vermittels ausgesuchter Quälereien“. Nach über einem Jahr nahm sie ihre musikalische Tätigkeit im gesellschaftlichen Rahmen Bonns wieder auf.

### Ausbildung in Berlin

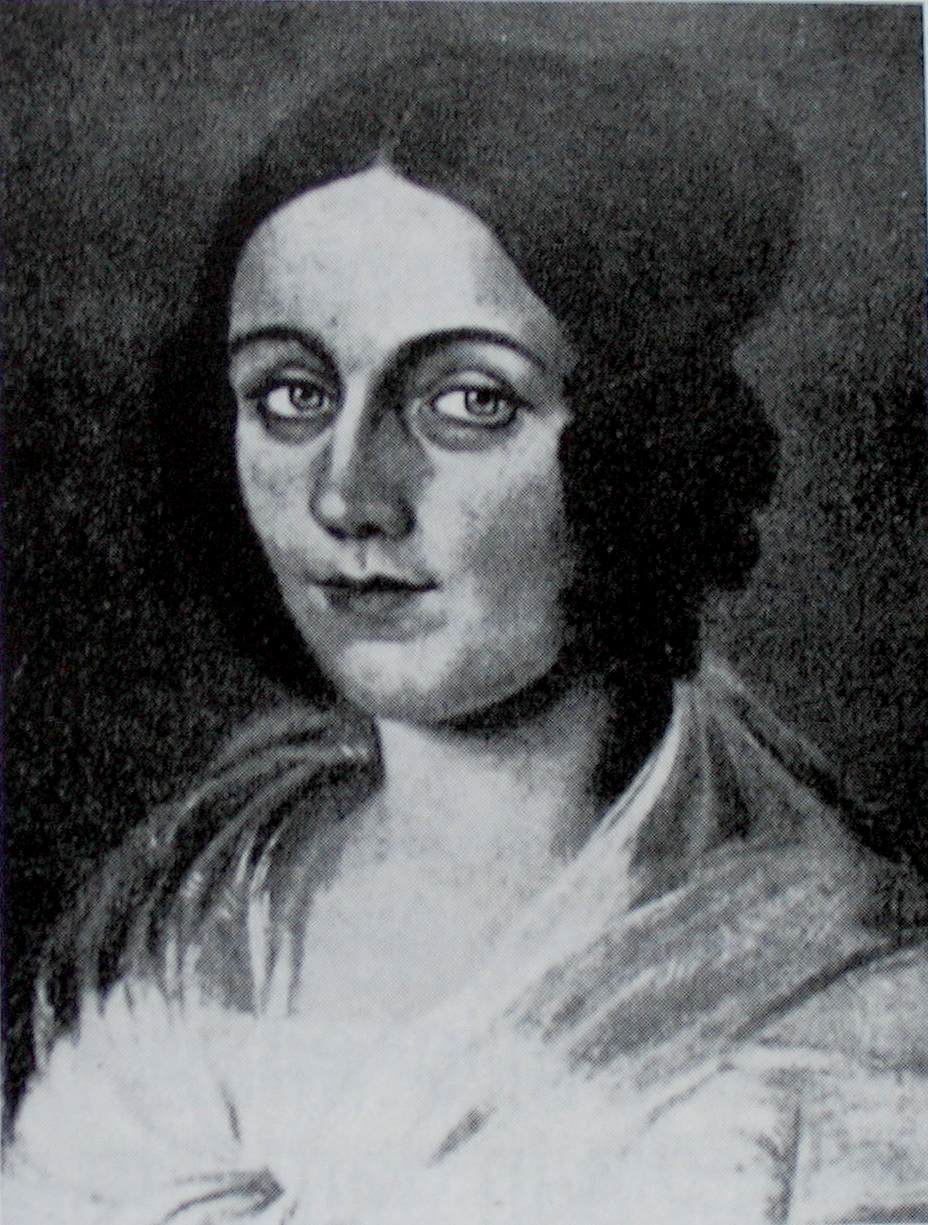
Johanna Kinkel

Durch die Vermittlung von Dorothea Schlegel lernte sie 1836 Felix Mendelssohn Bartholdy kennen. Auf seinen Rat ging sie nach Berlin und studierte bei Carl Böhmer Generalbass; Wilhelm Taubert bildete sie zur Konzertpianistin aus. Diesen Studienaufenthalt finanzierte sie durch das Erteilen privater Klavierstunden. Durch die Vermittlung Georg von Brentanos, den sie in Frankfurt kennengelernt hatte und in den sie sich verliebte, schloss sie bald Freundschaft mit Bettina von Arnim, deren Töchter sie kostenlos unterrichtete. Eine Savigny und Themis betitelte „Opera seria“ von Johanna Mathieux, in Szene gesetzt von der Malerin Caroline Bardua (1781–1864), wurde von den Kindern Bettina von Arnims anlässlich Friedrich Karl von Savignys Geburtstag 1838 aufgeführt. In Berlin freundete sie sich bald mit den Schwestern ihres Mentors, Rebecka Mendelssohn Bartholdy, verheiratete Dirichlet, und Fanny Hensel an, in deren Sonntagskonzerten sie musizierte. In diesem Kreis und Bettina von Arnims Salon lernte sie unter vielen anderen berühmten  Zeitgenossen auch Clara Schumann, damals noch Clara Wieck, Adelbert von Chamisso, Karl August Varnhagen von Ense und Emanuel Geibel kennen.
Die Berliner Zeit war für die Komponistin eine äußerst fruchtbare Periode. Sie schrieb Duette, Kantaten, vertonte Gedichte u. a. von Johann Wolfgang von Goethe, Emanuel Geibel und ihre eigenen Texte. Alle Werke können als gute „romantische Gebrauchsmusik“ bezeichnet werden. Es folgten Veröffentlichungen eigener Kompositionen, die von Kritikern wie Ludwig Rellstab und Robert Schumann hoch gelobt wurden und sich großer Beliebtheit erfreuten.

### Zurück in Bonn

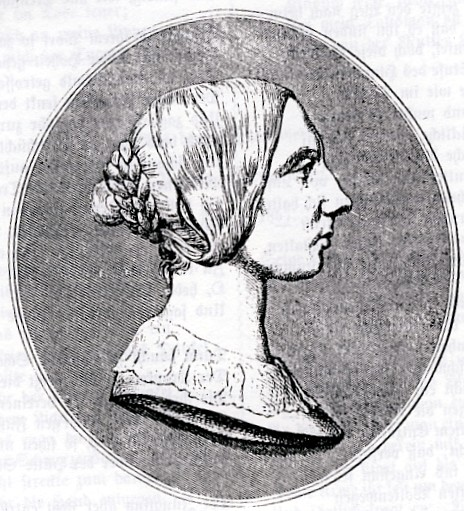
Johanna Kinkel, Stich um 1855

Im Jahr 1839 kehrte sie – da Johann Paul Mathieux nun endlich in die Scheidung einwilligte – nach Bonn zurück. Dort veranstaltete sie Morgenkonzerte und gründete mit ihren ehemaligen Schülern ihren Gesangsverein aufs Neue, der als einer der ersten von einer Frau geleiteten Gesangsvereine Deutschlands gilt. Sie wurde in der Folgezeit der Mittelpunkt des musikalischen Bonn und begeisterte mit ihren Konzerten u. a. Franz Liszt.
Im Mai 1839 begegnete sie Gottfried Kinkel wieder, einem ehemaligen Schüler ihres Vaters, den sie aus ihrer Jugend flüchtig kannte. Zusammen gründeten sie den spätromantischen Dichterkreis Maikäferbund, der neben geselligen Treffen auch eine gleichnamige handschriftliche Zeitschrift verfasste, die nur im Kreise der Freunde zirkulierte. Mitglieder des Dichterkreises waren u. a. der spätere Schweizer Kunsthistoriker Jacob Burckhardt, Willibald Beyschlag und Franz Beyschlag, Karl Simrock, Alexander Kaufmann und Wilhelm Junkmann. Auch Johanna Kinkel schrieb, als einzige Frau, in der Zeitschrift Gedichte, Erzählungen, Anekdoten und musikkritische Aufsätze. Ihre Erzählung Dä Hond on dat Eechhohn. Ä Verzellsche für Blahge („Der Hund und das Eichhorn. Eine Geschichte für Kinder“) veröffentlichte sie 1849 bei Sulzbach in Bonn.
1840 wurde ihre erste Ehe nach langwierigem Prozess geschieden. Da die katholische Kirche eine Wiederverheiratung Geschiedener verbietet, konvertierte sie zur lutherischen Kirche. Nach Ablauf der 36-monatigen Karenzzeit zwischen Scheidung und Wiederverheiratung, die der in dieser Zeit im Rheinland weitergeltende Code Napoléon vorsah, heiratete sie 1843 Gottfried Kinkel. Johanna Kinkel wurde bis 1848 Mutter von vier Kindern.

### Zeit der Märzrevolution

„Demokratenlied“ – komponiert und wohl auch getextet von Johanna Kinkel – erstmals vorgetragen am 5. Dezember 1848

Johanna Kinkels Ehemann Gottfried wurde während des badisch-pfälzischen Aufstandes 1849 zu einer der Symbolfiguren, die die Gründung einer gesamtdeutschen Republik forderten. Dabei unterstützte seine Frau ihn mit allen Kräften. Karl Marx, der während der deutschen Revolution von 1848/49 in Köln die Neue Rheinische Zeitung herausgab, wollte sie als Übersetzerin englischer Texte engagieren, was Gottfried Kinkel jedoch ablehnte. Während der Abwesenheit des Gatten als Abgeordneter in Berlin und kurz danach als Teilnehmer der Revolution übernahm Johanna Kinkel die Redaktion der Neuen Bonner Zeitung.
Bei der Niederschlagung des letzten badischen Aufstands, der auch das endgültige Scheitern der Märzrevolution von 1848/49 in den Staaten des Deutschen Bundes markierte, wurde Gottfried Kinkel vom preußischen Militär verhaftet und zu lebenslangem Zuchthaus verurteilt. Bei der Vorbereitung der Befreiung ihres Mannes aus dem Zuchthaus Spandau spielte Johanna Kinkel eine zentrale Rolle. Sie organisierte finanzielle Mittel, die für die Befreiungsaktion nötig waren, und übermittelte dem inhaftierten Gottfried Kinkel die Befreiungspläne. Ausgeführt wurde die Befreiung durch Carl Schurz, der Gottfried Kinkel in der Nacht vom 6. auf den 7. November 1850 in einer spektakulären Aktion aus dem Zuchthaus herausholte. Schurz und Kinkel flüchteten zusammen über Neubrandenburg, Teterow und Rostock nach Warnemünde. Am 17. November 1850 reisten sie von dort mit dem Schiff nach Edinburgh in Schottland, wo sie am 1. Dezember 1850 ankamen.

### Emigration nach London
Im Januar 1851 folgte Johanna Kinkel mit ihren vier Kindern ihrem Ehemann nach London ins Exil. Während seiner Agitationstour in die USA (von September 1851 bis Februar 1852), auf der Gottfried Kinkel um Gelder und Truppen für eine neue Revolution in Deutschland warb, gründete Johanna Kinkel eine Kindergesangsschule und gab Klavier- und Gesangsstunden, mit denen sie zeitweise den alleinigen Lebensunterhalt der Familie verdiente. Nach seiner Rückkehr hielt Gottfried Kinkel in London, Manchester und Edinburgh Vorträge und unterrichtete privat und an verschiedenen Erziehungsinstituten in London. Johanna Kinkel komponierte aus Zeitmangel, da sie auch weiterhin zum Unterhalt der Familie beitragen musste, nur noch sehr wenig. Sie schrieb aber musikwissenschaftliche Abhandlungen und hielt Vorträge, u. a. über Mendelssohn, Chopin, Mozart und Beethoven. Kurz vor ihrem Tod beendete sie ihren Roman Hans Ibeles in London, der posthum 1860 von ihrem Mann veröffentlicht wurde. Hier hatte sie ihre eigenen Erfahrungen des Exilantenlebens und das ihrer Freunde und Bekannten verarbeitet.

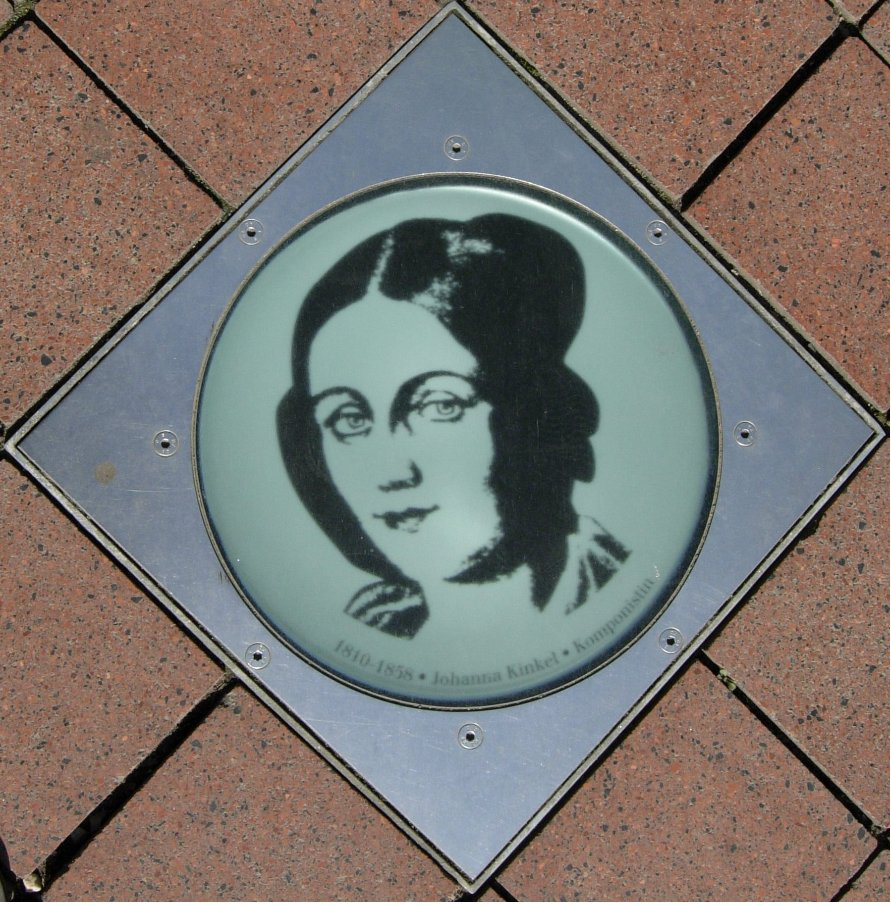
Tafelfoto Johanna Kinkels in der Bonngasse in Bonn.

### Tod
Im Alter von 46 Jahren erlitt Johanna Kinkel einen Herzinfarkt, von dem sie sich zunächst erholte. Ihr Gesundheitszustand verschlechterte sich jedoch im Jahr 1858 immer mehr. Am Nachmittag des 15. November stürzte sie aus dem Fenster ihres Schlafzimmers im dritten Stock. Die Umstände deuteten auf einen Suizid wegen Depressionen hin, der jedoch nie zweifelsfrei nachgewiesen wurde.
Für die Version des Suizides spricht sich die Musikwissenschaftlerin und Schriftstellerin Eva Weissweiler aus. Sie weist auf die „mehr oder weniger deutlich“ formulierte Suizidabsicht der Autorin Kinkel im Roman Hans Ibeles in London – ein Familienbild aus dem Flüchtlingsleben hin. Zu Kinkels Tod schreibt Weissweiler:

„Mit Johanna Kinkel wurde also nicht nur eine der produktivsten Komponistinnen der deutschen Romantik, sondern die immer noch ungelöste Frauenfrage (nach der ‚Bestimmung des Weibes‘, die Kinkel im Roman anspricht) zu Grabe getragen.“

Weiter habe sie „als einzige unter den romantischen Komponistinnen“ (Fanny Hensel, Josephine Caroline Lang, Clara Schumann) „das Problem ‚Frau und Komposition‘ konsequent zu Ende gedacht.“ Und: „daß nach einer politischen Katastrophe [wie die der Revolution von 1848] Komponieren einfach nicht mehr möglich sei.“
Ferdinand Freiligrath ehrte die politische Weggefährtin mit einem langen Gedicht: Nach Johanna Kinkel's Begräbniß, dessen „revolutionäres Pathos“ vereinzelt kritisiert wurde.

## Erinnerung
In Bonn ist eine Straße nach Johanna Kinkel benannt; in der Bonngasse erinnert heute ein Tafelfoto an sie. Zudem wurde eine Gedenktafel für das Geburtshaus von Johanna Kinkel, damals noch Johanna Mockel, in der Bonner Josefstraße angebracht. 

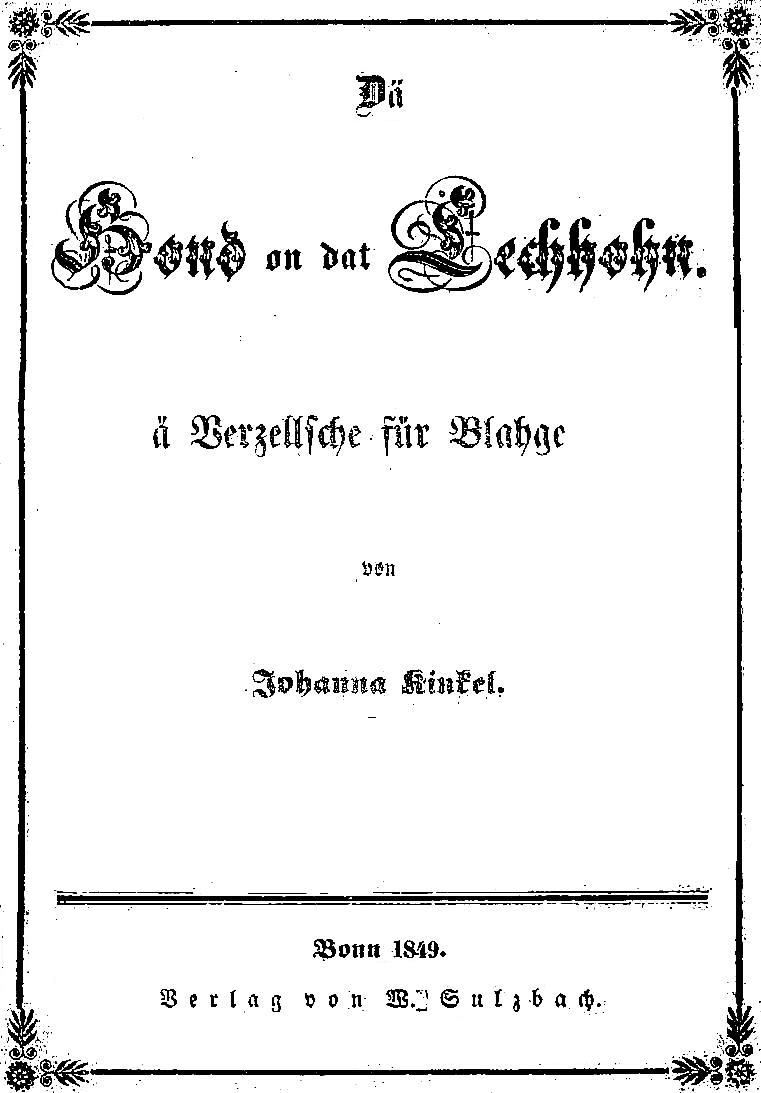
Titelblatt zu Johanna Kinkels Erzählung Dä Hond on dat Eechhohn

2010 wurde aus Anlass ihres 200. Geburtstags ein nach Kinkels „Verzellsche für Blahge: Dä Hond on dat Eechhohn“ von Karin Lübben verfasstes Marionettentheater-Stück Der Hund und das Eichhörnchen im Bonner Ernst-Moritz-Arndt-Haus uraufgeführt.

## Werke
- Don Ramiro (1840).
- Glaubenswechsel. Briefe u. Bekenntnis (1842). In: E. Moltmann Wendel (Hrsg.): Frau und Religion. Gotteserfahrungen im Patriarchat. Fischer, Frankfurt am Main 1983, S. 137–144.
- Erzählungen (1849 zusammen mit Gottfried Kinkel). Digitalisat der Ausgabe Stuttgart 1883
- Dä Hond on dat Eechhohn. Ä Verzellsche für Blahge (= „Der Hund und das Eichhorn. Eine Geschichte für Kinder“). W. Sulzbach, Bonn 1849.
- Zum Singen – Eine Anleitung mit Liedern. Zusammengestellt und biografisch ergänzt von Martella Gutiérrez-Denhof – illustriert von Marina Skepner, Bonner Verlags-Comptoir, Bonn 2024, ISBN 978-3-947838-12-7 (Original: Johanna Kinkel: Anleitung zum Singen – Übungen und Liedchen für Kinder von drei bis sieben Jahren, erschienen bei Schott’s Söhnen, 1849)
- Acht Briefe an eine Freundin über Clavier-Unterricht. Zimmermann, Straubenhardt 1989, ISBN 3-927163-05-8 (Nachdruck der Ausgabe Stuttgart 1852).
- Hans Ibeles in London: ein Roman aus dem Flüchtlingsleben. Helmer, Frankfurt am Main 1991, ISBN 3-927164-41-0 (Nachdruck der Ausgabe Stuttgart 1860).
- Musikalische Orthodoxie. In: Deutscher Novellenschatz. Hrsg. von Paul Heyse und Hermann Kurz. Bd. 17. 2. Aufl. Berlin, [1910], S. 99–171. In: Weitin, Thomas (Hrsg.): Volldigitalisiertes Korpus. Der Deutsche Novellenschatz. Darmstadt/Konstanz, 2016 (Digitalisat und Volltext im Deutschen Textarchiv).